# Roar Johansen
Roar Johansen, född 8 juli 1935 i Fredrikstad, död 23 oktober 2015 i Fredrikstad, var en norsk fotbollsspelare, back i norska landslaget och klubben Fredrikstad FK. Johansen spelade 61 landskamper åren 1958-67. Med klubben Fredrikstad vann han serien 1957, 1960 och 1960 samt norska cupen 1957, 1961 och 1966.
Johansen avled 23 oktober 2015, 80 år gammal.